# Puigverd de Lleida
Puigverd de Lleida là một đô thị trong tỉnh Lérida, cộng đồng tự trị Catalonia Tây Ban Nha. Đô thị Puigverd de Lleida có diện tích là 12,42 ki-lô-mét vuông, dân số năm 2009 là 1390 người với mật độ 119,2 người/km². Đô thị Puigverd de Lleida có cự ly 14 km so với tỉnh lỵ Lérida.